# Martin Margiela
Martin Margiela (Lovaina; 9 de abril de 1957) es un diseñador de moda belga. Graduado por la Real Academia de Bellas Artes de Amberes. Basa su trabajo en el movimiento del deconstructivismo, el reciclaje y la transformación.

## Biografía
Tras graduarse en 1980 en la Real Academia de Bellas Artes de Amberes, trabaja por cuenta propia hasta 1984. Entre los años 1984 y 1987 es asistente para Jean Paul Gaultier. Un año después, creara su propia firma junto a Jenie Meirens, llamada Maison Martin Margiela. Ese mismo año, presenta en París su primera colección para mujer bautizada como «Destroy Fashion». En 1997 se convierte en director creativo de la firma Hermés para las colecciones de mujer.
Su primera colección, junto con los diseños de los Seis de Amberes y los de Rei Kawakubo —creadora de la marca Comme des garçons—, se une al movimiento del desconstructivismo de la moda y se centra en lo excéntrico y revolucionario, alejándose del lujo convencional. Este concepto cobra gran importancia a lo largo de su carrera y con él reivindica la moda como una forma de arte y no como una fuente comercial. Esta última convicción hace que Margiela se mantenga siempre en el backstage en sus desfiles y que no se tengan fotos de él.
Margiela también es conocido por sus rediseños hechos a mano a partir de materiales reciclados o su forma de etiquetar la ropa —una etiqueta en blanco hilvanada por cuatro hilos—. Dichas piezas de ropa pertenecen a las líneas de ropa con los números del 0 al 23 .

### Trabajo en la costura
Martin Margiela es uno de los modistas más misteriosos de la industria de la moda. Jamás se deja fotografiar y no da ninguna entrevista directamente. Responde solamente a las cuestiones puestas indirectamente. Jamás se expresa en primera persona sino en nombre del colectivo que representa su empresa. El logotipo de su marca, muy discreto, está en consonancia con la personalidad del creador.
Considerado como uno de los creadores más atípicos y más vanguardistas de su generación, Martin Margiela funda en 1988 con Jenny Meirens su propia marca, la Casa Martin Margiela. Son reconocidos por las redactoras de moda tales como Melka Treanton de la revista Elle. En 1989, galardonado por la ANDAM. Su moda entra a los museos en 1991: el palacio Galliera de París presenta entonces su universo con los de sus primogénitos Jean Paul Gaultier, Jean-Charles de Castelbajac, así como la estadounidense/española Sybilla. En 1997, un museo de Róterdam, el mismísimo museo Boijmanns Van Beuningen, le ofrece la oportunidad de realizar una exposición. Presenta allí una retrospectiva de sus ropas más característicos, después de haberlas sometido a un baño de bacterias diversas, y exponiéndolas por fuera en los jardines del museo. De esta manera, su aspecto era diferente cada día. En 2008, es en la vuelta del museo de Amberes de celebrar Martin Margiela, a través de una retrospectiva más clásica, los veinte años de creación de la Casa Martin Margiela. En 1998, realiza un desfile bajo la tutela de la marca Hermès.

### La historia de la empresa
Martin Margiela creó su casa de modas Casa Martin Margiela en 1988. En 2003, la Casa Martin Margiela es vendida a Diesel. Su nueva sede de 3000 m² se instala entonces en una antigua escuela del distrito 11 de París.
En diciembre de 2009, Martin Margiela deja la empresa que creó 21 años antes.

Cualquier persona que sea consciente de lo que es la vida en el mundo contemporáneo está influenciada por Margiela.
Marc Jacobs

El lunes 6 de octubre de 2014, el grupo Only The Brave (OTB), anunció oficialmente, a través presidente Renzo Rosso, el nombramiento de John Galliano a la cabeza de la dirección artística de la casa francesa.
John Galliano está pues a la cabeza de las líneas de prêt-à-porter y de la línea alta costura Casa Martin Margiela Artisanal y presentó su primera colección como director artístico de la maison en enero de 2015 por la Fashion Week de alta costura primavera-verano 2015. Renzo Rosso declaró: «Margiela está dispuesta a recibir una nueva figura emblemática, creativa y carismática. John Galliano es uno de los más grandes y talento indiscutible de cada tiempo. Un modista único y excepcional para una Casa que siempre supo innovar y cuestionar el mundo de la moda. Celebró su vuelta con el fin de que pueda crear el 'Fashion Dream' que él sólo es capaz de crear. Le deseo que encuentre aquí su nueva Casa».

## Marcas
- 0. Prendas de vestir artesanales para la mujer.
- 010. Prendas de vestir artesanales para el hombre.
- 1*. Colección para mujer.
- 10. Colección para hombre.
- 4. Armario para la mujer
- 14. Armario para el hombre.
- 11. Colección de accesorios para hombre y mujer.
- 22. Colección de zapatos para hombre y mujer.
- 8. Gafas para hombre y mujer.
- 13. Otros objetos y revistas.
- 3. Fragancias y perfumes.

## Exposiciones permanentes en museos
- Palais Gallieria, París.
- Musée de la Mode et du Textile, París.
- Fonds National D’Art Contemporain, Francia.
- Museo de la Moda, Marsella.
- Museo Metropolitano de Arte, Nueva York.
- FIT Museum, Nueva York.
- The Victoria and Albert Museum, Londres.
- Museum Boijams van Beuningen, Róterdam.
- Centraal Museum, Utrecht.
- Flander Fachion Institute, Amberes.
- Brooklyn Museum of Art, Nueva York.
- Kyoto Costume Institue, Japón.
- Museo del Traje, Madrid

## Tiendas
- 23, rue de Montpensier Paris 75001 Francia
- 114, rue de Flandre 1000 Bruselas Bélgica
- 2-8-13 Ebisu Minami, Shibuya Tokyo 150-0022 Japón
- 23-a Crocus City Mall, Krasnogosk, Mosu - Rusia
- Bolshoi Prospekt, 287, St. Petersburgo - Rusia
- 1-9 Bruton Place Mayfair Londres W1J 6NE
- 803 Greenwich Street Nueva York 10014 USA
- 9970 South Santa Monica Blvd Beverly Hills CA 90212
- 3F, N°300, Sec.3, Jhongsiao E road, Taipéi Taiwán
- Via della Spiga, 46 20121 Milán Italia
- Via del Babuino, 49 00187 Roma Italia
- 34, Maximilianstraße Múnich, Alemania